# Marche de Henri IV
Der Marche de Henri IV ist ein französisches Lied von anonymer Herkunft, das Heinrich IV. von Frankreich hochleben lässt. Man findet es in vielen Variationen, da sich der Liedtext im Laufe der Zeit immer wieder veränderte. Nur die erste Strophe blieb über die Zeiten präsent.
Die früheste bekannte Quelle des Textes erscheint als Zitat in der Komödie La Partie de Chasse de Henri IV. (1766) von Charles Collé, der zwei Strophen hinzufügte.
Die erste Strophe: 
|: Vive Henri IV.

Vive ce Roi vaillant! :|

Ce diable à quatre

A le triple talent

|: De boire et de battre

Et d’être un vert-galant. :|
Es lebe Heinrich IV.,

es lebe der wackere König!

Dieser Tausendsassa

hat das dreifache Talent

des Saufens, Fechtens

und eines Lebemanns.
Die Melodie geht auf das Tanzlied Cassandre zurück, von dem erste Spuren seit Anfang der 1580er Jahre überliefert sind, und dessen Noten erstmals in Thoinot Arbeaus Orchésographie (1588) als Branle gedruckt erschienen. Mitte des 17. Jahrhunderts war die Melodie auch unter dem Titel Les Tricotets verbreitet.
Während der Restauration (1815–1830), als die Marseillaise verboten war, galt die Melodie mit dem unterlegten Text Le retour des Princes Français à Paris als inoffizielle populäre Hymne Frankreichs. Bei öffentlichen Auftritten des Königs wurde allerdings das Lied Où peut on être mieux qu’au sein de sa famille gespielt.
Sie wurde u. a. von Gioachino Rossini (in der Oper Il viaggio a Reims), Peter Tschaikowski (in der Oper Pique Dame und im Ballett Dornröschen), Franz Liszt und Francesco Molino bearbeitet. Die Dornröschen-Fassung von Tschaikowski diente zudem als Grundlage für einen Teil der Filmmusik von Walt Disneys Dornröschen-Film (1959).